# Kurt Müller (Theologe)

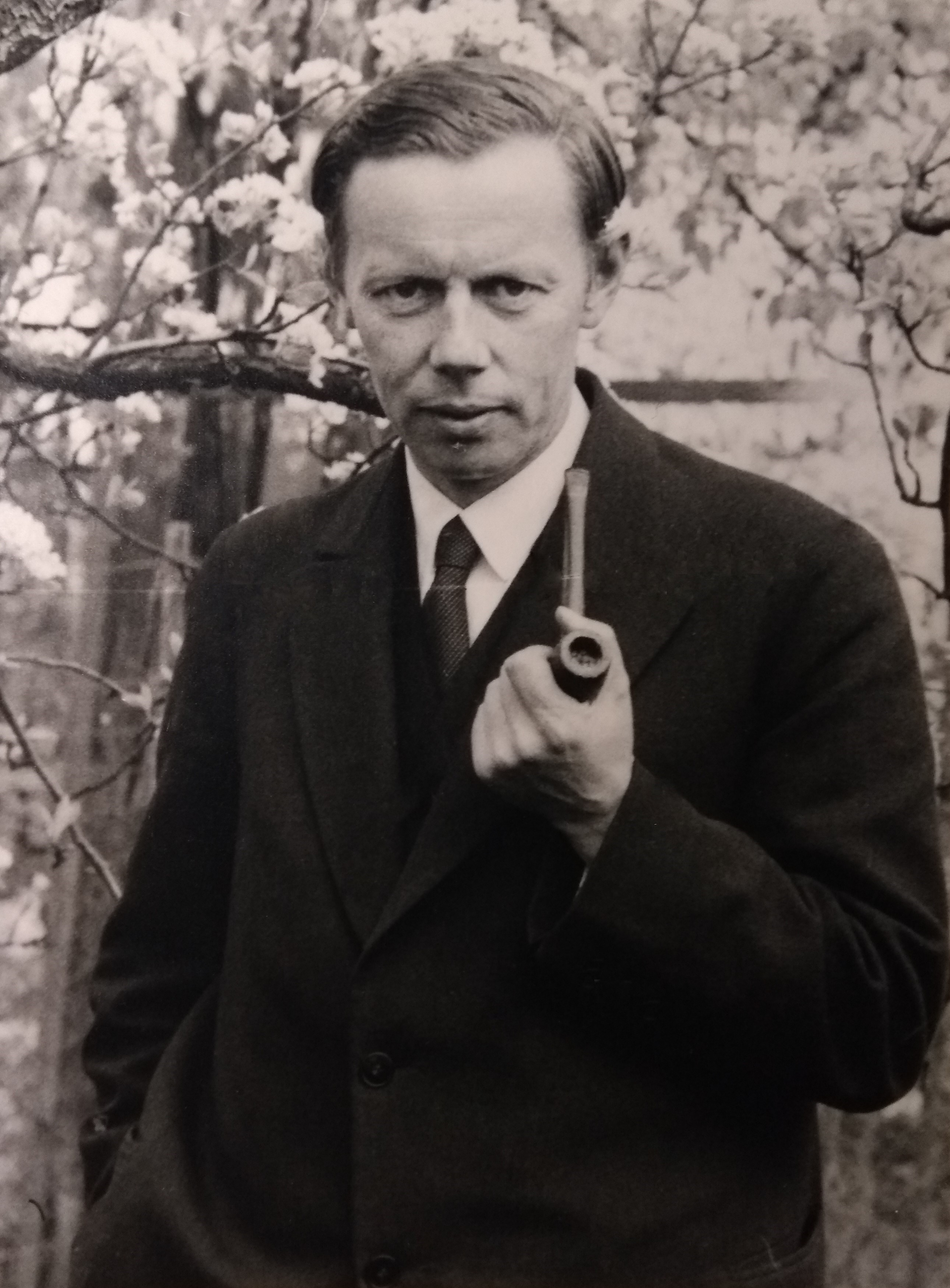
Kurt Müller im Frühjahr 1942

Kurt Müller (* 3. März 1902 in Bremen; † 22. Dezember 1958 in Hannover), ursprünglich Jurist, war von 1942 bis 1950 Pastor in der Evangelisch-reformierten Gemeinde in Stuttgart. Er nutzte seine Verbindungen zu regimekritischen Kreisen in der Bekennenden Kirche in Berlin und in Württemberg, um zur Zeit des Nationalsozialismus von der Deportation bedrohte Juden in Deutschland zu verstecken oder ihnen mit gefälschten Pässen die Ausreise aus Deutschland zu ermöglichen. 2012 wurde er postum in Yad Vashem als Gerechter unter den Völkern geehrt.

## Leben

### Herkunft und Ausbildung
Kurt Müller wurde als zweites Kind eines aus Leer (Ostfriesland) stammenden Ehepaars geboren. Nach dem Abitur am Realgymnasium in Bremen im Jahr 1920 studierte er Jura und Theologie in Tübingen, München und Leipzig. 1922 trat er der SPD bei. Von 1925 bis 1928 absolvierte er in Bremen sein juristisches Referendariat, unterbrochen von einer schweren Erkrankung; zeitlebens musste er mit erheblichen gesundheitlichen Beeinträchtigungen fertig werden.

### Jurist
1930 trat Kurt Müller in die Anwaltspraxis von Emmalene Bulling (1900–1959) ein, der ersten weiblichen Rechtsanwältin in Bremen, die in der Langenstraße 8 (heutige Hausnummer 133) ihren Sitz hatte. Die Kanzlei setzte sich besonders für Arme und Bedürftige ein und war eine Anlaufstelle für bedrängte Frauen. Müller verteidigte in politischen Strafsachen Mandanten, die von den Nationalsozialisten angegriffen worden waren. Im Juli 1935 heirateten Müller und seine Frau Elisabeth (Ilse, Illa), geborene Rüther, Tochter des Hamburger Pastors Heinrich Rüther. Im selben Monat wurden ihm behördlicherseits seine Mandate als Strafverteidiger in politischen Prozessen entzogen. Im Oktober 1935 bewarb er sich als Mitglied der Bekennenden Kirche bei der Vorläufigen Leitung in Berlin um ein Amt als Kirchenjurist. Im November 1935 wurde er jedoch von der Gestapo im Gefängnis an der Bremer Ostertorwache in „Schutzhaft“ genommen. Nach seiner Haftentlassung erklärte er im März 1936 den Verzicht auf seine Zulassung als Rechtsanwalt, um ein gegen ihn anhängiges Disziplinarverfahren zu unterlaufen.

### Theologiestudium
Im April 1936 begann Kurt Müller im Alter von 34 Jahren an der Kirchlichen Hochschule Wuppertal der Bekennenden Kirche sein Studium der Evangelischen Theologie. Der Hamburger Zigarettenfabrikant Philipp Fürchtegott Reemtsma gewährte ihm dafür eine finanzielle Unterstützung auf fünf Jahre. Vermittelt hatte das dessen Frau Gertrud Reemtsma, geb. Zülch (1916–1996), die später Patin von Müllers Tochter Annette Fürchtegott Müller (* 1937), verheiratete Kitt, wurde. Nachdem der bekenntniskirchliche Lehrbetrieb auf Befehl Heinrich Himmlers von der Gestapo zerschlagen worden war, bemühte sich Müller mit Erfolg um ein Studium an der Theologischen Fakultät der Universität Basel. Vom Sommersemester 1938 an studierte er dort – in vertrauensvoller Verbindung zu Karl Barth und stetig unterstützt von dessen Assistentin Charlotte von Kirschbaum. Seine Frau kam während seiner Schweizer Studienzeit mit der Tochter auf dem ehemaligen Rittergut Ovelgönne in Hechthausen in der Nähe von Stade unter, wo ihre Schwester Gertrud von Marschalck wohnte. Kurt Müller formulierte angesichts der Novemberpogrome biblisch begründet die Einsicht:

„Ein rechtes Verständnis von dem der Obrigkeit geschuldeten Gehorsam muss ja dazu führen, ihr Widerstand zu leisten.“

Nach einem erfolgreichen Examen an der Basler Theologischen Fakultät wurde Kurt Müller am 13. Januar 1942 vom Präsidenten des Evangelisch-reformierten Kirchenrates Basel-Stadt, Alphons Koechlin, zur Ausübung des Pfarramts ordiniert. Zuvor hatte Müllers Frau in Berlin bei Otto Dibelius vorgesprochen, um eine offizielle Anerkennung dieser Ordination von Seiten der Bekennenden Kirche zu erreichen – ohne Erfolg.

### Pastor
Während es auch die Evangelisch-reformierte Gemeinde in Braunschweig ablehnte, den „politisch belasteten und wahrscheinlich beobachteten Mann“ in den Pfarrdienst einzustellen, hieß ihn die eigenständige Evangelisch-reformierte Gemeinde in Stuttgart-Degerloch dazu willkommen, den zum Kriegsdienst herangezogenen Pfarrstelleninhaber zu vertreten. Vermittelt hatten das Ernst Wolf, nach Halle (Saale) strafversetzter Professor für Kirchengeschichte, und Hermann Diem, Pfarrer in Ebersbach an der Fils und Vorsitzender der bekenntniskirchlichen Kirchlich-Theologischen Sozietät in Württemberg. Müller amtierte vom April 1942 bis Anfang 1946 als Vertretungspfarrer der Gemeinde in Stuttgart, bis 1950 predigte er dort noch im ehrenamtlichen Dienst.

### Rettungs-Widerstand
Kurt Müller war nach eigenem Bekunden 1942 bereits mit dem Vorsatz nach Deutschland zurückgekehrt, möglichst viele der vom nationalsozialistischen Staat entrechteten und verfolgten jüdischen Menschen zu unterstützen:

„In Basel hatte ich gelernt, dass es nach meiner Rückkehr meine Aufgabe sein würde, gerade auch den verfolgten Juden, ohne Rücksicht auf ihre Zugehörigkeit zu Synagoge und Kirche zu helfen.“

Auf Vermittlung von Charlotte von Kirschbaum nahm Müller im Sommer 1942 in Berlin Kontakt zu Gertrud Staewen und der illegal arbeitenden Judenhilfe im Umfeld der Dahlemer Bekenntnisgemeinde um Franz Kaufmann und Helene Jacobs auf. Dieses Helfernetz ermöglichte es Juden sowie Christen jüdischer Herkunft, als „Bombenflüchtlinge“ getarnt in Deutschland Zuflucht zu finden oder ins Ausland zu fliehen. Müller, der in Stuttgart bei seinen Hilfsaktionen von Helene Haussner, Gertrud Kopske, Dora (Dorle) Pfeiffer, Inge Vorster und Ruth Ebermeier unterstützt wurde, war der Verbindungsmann zwischen dem Berliner Helfernetz und der Württembergischen Pfarrhauskette. Er und seine Frau nutzten aber auch Verbindungen nach Schleswig-Holstein, zum Bockenheimer Netzwerk um das Ehepaar Kahl und Pfarrer Heinz Welke und nicht zuletzt zu Karl Barth und dem Schweizerischen Evangelischen Hilfswerk für die Bekennende Kirche in Deutschland für individuelle Rettungsaktionen. Sie beherbergten Verfolgte vorübergehend auch in ihrer eigenen Wohnung.
Nach Berichten von Geretteten führt Eberhard Busch neun erfolgreiche Rettungsaktionen für Einzelne oder Paare auf, an denen Kurt Müller maßgeblich beteiligt war, unter ihnen Margarete Knewitz, Elfriede Friedemann, Max und Ines Krakauer sowie der Berliner Drucker Cioma Schönhaus. Schönhaus und Müller kannten sich aus dem Berliner Helfernetz, für das Schönhaus Pässe fälschte, die zuvor in der Dahlemer Gemeinde gesammelt worden waren. Vergeblich setzte Kurt Müller sich für die Stuttgarter Ärztin Marga Wolf ein, die trotz seiner Fürsprache im Sommer 1943 ins Lager Theresienstadt deportiert wurde, wo sie nach einem halben Jahr starb.
Mitstreiter bei der praktischen Hilfe, aber auch bei der theologischen Orientierung für dieses Engagement fand Kurt Müller in der Kirchlich-theologischen Sozietät in Württemberg. Müller begründete 1944 den zu leistenden Widerstand damit, dass in der „Tyrannis“ des NS-Staates „einfach Gottes begnadete Obrigkeit nicht mehr erkannt werden kann“. In seinen Predigten aus den 40er Jahren entfaltet Müller eine Theologie der Verbundenheit mit „unseren Brüdern und Schwestern aus Israel“ und wendet entsprechend biblische Gerichtsaussagen über das Volk Israel immer wieder gegen die Kirche selbst.

### Nach 1945
Nach der Befreiung vom Nationalsozialismus erlebte Kurt Müller enttäuscht, dass sich auch in der Württembergischen Landeskirche statt Buße und Neubeginn eine in seinen Augen selbstgerechte und restaurative Haltung durchsetzte, was er an Äußerungen von Landesbischof Theophil Wurm und Professor Helmut Thielicke festmachte. Besonders erbitterte ihn, dass nach der Verfolgung und Ermordung der europäischen Juden in der Kirche kaum eine Bereitschaft dafür zu erkennen war, das Verhältnis von Juden und Christen theologisch neu zu bestimmen und von antijüdischen Stereotypen zu befreien. Zusammen mit anderen Sprechern der Württembergischen Theologischen Sozietät und im Einklang mit Karl Barth trat er für ein klares Bekenntnis zur Schuld der Kirche ein, zu ihrer Mitverantwortung auch für den politischen Irrweg Deutschlands und für dessen Verbrechen an Millionen Juden und an den Völkern Osteuropas. In einem von der Sozietät verantworteten und u. a. von Kurt Müller unterzeichneten Schuldbekenntnis heißt es:

„Wir sind mutlos und tatenlos zurückgewichen, als die Glieder des Volkes Israel unter uns entehrt, beraubt, gepeinigt und getötet worden sind.  Wir ließen den Ausschluss der Mitchristen, die nach dem Fleisch aus Israel stammten, von den Ämtern der Kirche, ja sogar die kirchliche Verweigerung der Taufe von Juden geschehen.“

In Stuttgart setzte sich Müller im Sommer 1945 für dort gestrandete Displaced Persons ein, für Überlebende der nationalsozialistischen Konzentrationslager; er hatte bemerkt, dass das wieder eröffnete Stuttgarter Rabbinat nur jüdische Gemeindeglieder betreute, während eine Hilfsstelle für „nichtarische“ Christen zunächst fehlte. In einer wahrscheinlich von Müller erarbeiteten Denkschrift setzte sich die Theologische Sozietät zudem kritisch mit den Richtlinien des Rates der EKD zur Entnazifizierung auseinander und trat für eine kirchliche „Selbstreinigung“ ein, für ein Verfahren, bei dem es nicht lediglich um Entlastung, sondern um Buße und Vergebung gehen sollte.

### Ministerialrat in Niedersachsen
Seit Anfang 1946 war Müller nur noch ehrenamtlich als Pastor in der Evangelisch-reformierten Gemeinde in Stuttgart tätig; seinen Lebensunterhalt verdiente er jetzt als wissenschaftlicher Leiter des Kohlhammer Verlages in Stuttgart. Die dem Verlag von der US-Militärregierung im März 1947 erteilte Lizenz war auf den Namen Kurt Müllers ausgestellt.
Nachdem er zuvor ähnliche Angebote für Bremen und Berlin abgelehnt hatte, folgte er 1950 dann einem Ruf des niedersächsischen Kultusministers Richard Voigt aus Hannover und wurde in dessen Ministerium zunächst Regierungsdirektor, ab 1953 Ministerialrat mit der Zuständigkeit für Wissenschaften und Hochschulen. Seine Wohnung im Kreuzkirchenviertel der Hannoveraner Altstadt wurde bald zum Treffpunkt von informellen Gesprächsrunden niedersächsischer Politiker und Theologen. In Zusammenarbeit mit seinem Kollegen Konrad Müller aus der niedersächsischen Staatskanzlei arbeitete Kurt Müller den Loccumer Vertrag aus, der 1955 zwischen dem Land Niedersachsen und den niedersächsischen evangelischen Landeskirchen geschlossen wurde.
In der evangelisch-reformierten Landeskirche wurde Kurt Müller in diesen Jahren als entschiedener Gegner der Wiederbewaffnung Westdeutschlands und der atomaren Aufrüstung bekannt. Nachdem ein schweres Herzleiden ihn bereits 1956 oder 1957 gezwungen hatte, aus dem Staatsdienst auszuscheiden, verstarb Müller kurz vor Weihnachten 1958. Der seit langem von ihm verehrte jüdische Religionsphilosoph und Träger des Frankfurter Friedenspreises Martin Buber besuchte ihn noch zweimal an seinem letzten Krankenlager. Kurt Müller und seine Frau Illa wurden auf dem Friedhof in Hechthausen begraben.

## Ehrung
Auf Anregung von Cioma Schönhaus wurde Kurt Müller im Jahr 2012 zusammen mit Elisabeth Braun und Margarete Hoffer in Yad Vashem als Gerechter unter den Völkern benannt.

## Schriften
- Vorwort zu Karl Barth, Zur Genesung des deutschen Wesens – Ein Freundeswort von draußen. Hg. von Kurt Müller, Franz Mittelbach Verlag, Stuttgart 1945.
- Kirche und Entnazifizierung. Denkschrift der Kirchlich-theologischen Sozietät in Württemberg. Hg. in Verbindung mit Paul Schempp und Kurt Müller von Hermann Diem, Reihe: Kirche für die Welt, Band 5, W. Kohlhammer Verlag, Stuttgart 1946.